# Sandy Point Town
Sandy Point Town é a capital da paróquia de Saint Anne Sandy Point em São Cristóvão e Neves, é a segunda maior cidade da ilha de Saint Kitts.
Desde 1975 a população vem diminuindo sendo que em 2015 foi calculada em 1,333 habitantes.